# Bittacus goldbachi
Bittacus goldbachi är en näbbsländeart som beskrevs av Gregorio J. Williner 2000. Bittacus goldbachi ingår i släktet Bittacus och familjen styltsländor. Inga underarter finns listade i Catalogue of Life.